# Kondinin
Kondinin è una città situata nella regione di Wheatbelt, in Australia Occidentale; essa si trova 300 chilometri a est di Perth ed è la sede della Contea di Kondinin. Al censimento del 2006 contava 311 abitanti.